# Paul James (acteur)
Cet article concerne l’acteur américain. Pour le joueur de rugby, voir Paul James. Pour le footballeur canadien, voir Paul James (football).
Paul James est un acteur américain. Il est connu pour le rôle de Calvin Owens, un jeune étudiant gay, qu'il interprète dans la série Greek depuis 2007.

## Biographie
Il a été diplômé de l'université de Syracuse en 2003. Il est d'ailleurs membre de la fraternité Sigma Alpha Epsilon. 

## Filmographie

### Cinéma
- 2005 : Cry Wolf : Lewis
- 2006 : The Architect : Shawn
- 2007 : Spinning Into Butter : Simon Brick
- 2013 : Crawlspace : Derek
- 2015 : Desecrated : Marcus
- 2015 : Mr. Intangibles : Jon Jon

### Télévision
- 2004 : The Deerings : C.J.
- 2005 : Cold Case (série télévisée) : Zeke Williams (1 épisode)
- 2006 : Twenty Questions : George Perkins
- 2007 : FBI : Portés disparus (série télévisée) : Allen Hayes (1 épisode)
- 2007 - 2011 : Greek (série télévisée) : Calvin Owens (74 épisodes)
- 2008 : Les Experts : Miami (série télévisée) : Duncan (1 épisode)
- 2009 : NCIS : Los Angeles (série télévisée) : James "Junior" Dobbs, (saison 1, épisode 18)
- 2010 : Bones (série télévisée) : Hunter Lang (saison 6, épisode 6)
- 2011 : Lie to Me (série télévisée) : Kyle Putnam (saison 3, épisode 13)
- 2011 : Torchwood : Le Jour du Miracle (série télévisée) : Noah Vickers (saison 4)
- 2013 : Les Experts : Manhattan (série télévisée) : Trey Jensen (1 épisode)
- 2014 : Shameless (série télévisée) : T.A. (1 épisode)
- 2014 : Farmed and Dangerous (en) (mini série télévisée) : Max (2 épisodes)
- 2014 : Grey's Anatomy (série télévisée) : Eric Block (saison 10, épisode 16)
- 2014 : Les experts (série télévisée) : démineur (1 épisode)
- 2014-2017 : The Last Ship (série télévisée) : O'Connor (récurrent depuis la saison 1)
- depuis 2016 : The Path (série télévisée) : Sean Egan (récurrent saison 1 - régulier depuis la saison 2)
- 2019 : Soundtrack : Sam Hughes (principal)